# Asperula crassifolia
Asperula crassifolia är en måreväxtart som beskrevs av Carl von Linné. Asperula crassifolia ingår i släktet färgmåror, och familjen måreväxter. Inga underarter finns listade i Catalogue of Life.